# Lambdasonde

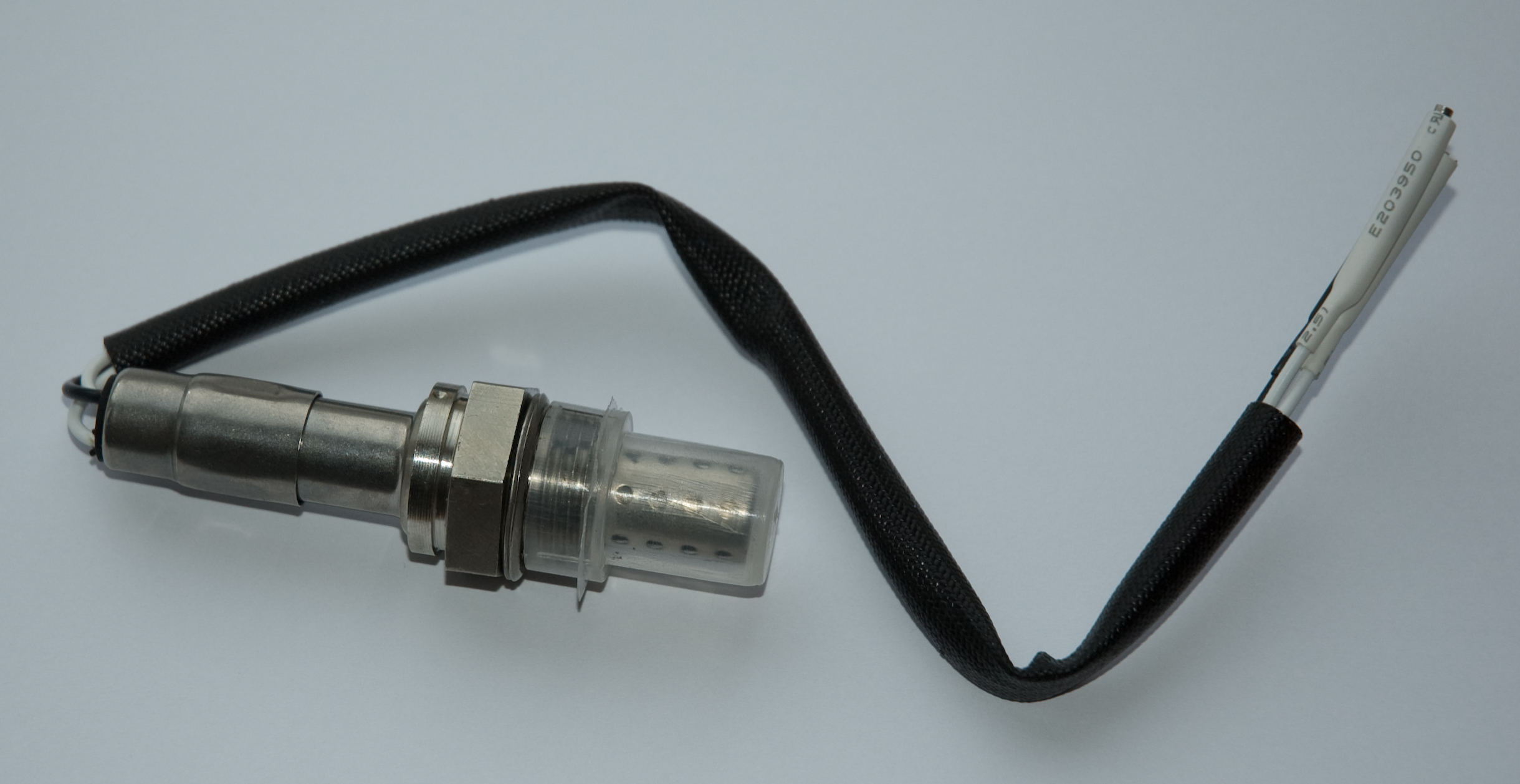
Lambdasonde (für Volvo 240)

Die Lambdasonde (λ-Sonde) ist der Hauptsensor im Regelkreis der Lambdaregelung zur katalytischen Abgasreinigung (umgangssprachlich: geregelter Katalysator). Ziel ist es dabei, die Abgabe von Schadstoffen wie Stickoxiden, Kohlenwasserstoffen und Ruß zu minimieren. Sie vergleicht den Restsauerstoffgehalt im Abgas mit dem Sauerstoffgehalt einer Referenz, meist der momentanen Atmosphärenluft.
Daraus kann das Verbrennungsluftverhältnis λ (Verhältnis von Verbrennungsluft zu Kraftstoff) bestimmt und damit eingestellt werden. Es werden zwei Messprinzipien verwendet: Spannung eines Festkörperelektrolyten (Nernstsonde) und Widerstandsänderung einer Keramik (Widerstandssonde).
Lambdasonden werden hauptsächlich bei Ottomotoren, aber auch bei der Abgasregelung von Hackschnitzelheizungen, Biomasseheizungen, Pelletheizungen, Gasthermen und Dieselmotoren eingesetzt.
Die Serienfertigung begann 1976 nach sieben Jahren Forschung, als Bosch diese für die USA-Varianten der PKW-Modelle 240/260 von Volvo lieferte.

## Funktion der Nernstsonde/Spannungssprungsonde

Planare Nernstzelle/Lambdasonde, schematisch

Kennlinie einer Sprungsonde

Die Nernstsonde (benannt nach Walther Nernst) nutzt Zirkoniumdioxid (Zirconium(IV)-oxid) als Membran. Dabei nutzt man die Eigenschaft von Zirkoniumdioxid, bei Temperaturen ab ca. 350 °C Sauerstoffionen elektrolytisch transportieren zu können, wodurch eine Spannung zwischen den außenliegenden Elektroden entsteht. Durch diese Eigenschaft bestimmen Zirkonium-basierte Sauerstoffsensoren den Unterschied des Sauerstoffpartialdrucks (~ O2-Konzentrationsunterschied) zweier verschiedener Gase. Bei der Lambdasonde wird eine Seite der Membran dem Abgasstrom ausgesetzt, während die andere Seite an einer Sauerstoffreferenz liegt. Bei manchen Lambdasonden wird als Referenz die Umgebungsluft verwendet. Diese wird entweder durch eine Öffnung direkt an der Sonde oder über eine separate Zuleitung herangeführt, wodurch eine mögliche Referenzluftvergiftung durch CO2, CO, Wasser, Öl- oder Kraftstoffdämpfe erschwert wird. Bei einer Referenzluftvergiftung ist der Sauerstoffgehalt der Referenz verringert, wodurch die Sondenspannung kleiner wird. Bei Sensoren mit einer gepumpten Referenz wird kein separates Referenzgas wie Umgebungsluft benötigt, das vergiftet werden kann. Die Sauerstoffreferenz wird eigenständig im Sensor hergestellt. Hierzu wird durch die Membran ein Strom geleitet und so Sauerstoff aus dem Abgas gepumpt. Damit wird eine Referenz aus reinem Sauerstoff an der inneren Elektrode erzeugt.
In einigen Varianten der Lambdasonde kommt Zirkonium auch als YSZ-Keramik (Yttria-stabilized Zirconia) zum Einsatz, wodurch unter anderem die Betriebstemperatur merklich reduziert wird. Schon bei Temperaturen ab etwa 300 °C wird die Yttrium-dotierte Zirkoniumdioxid-Membran der Sonde für negative Sauerstoffionen durchgängig. Bei allen Nernstsonden kommt es durch den Konzentrationsunterschied (oder Partialdruckunterschied) zu einer Ionendiffusion des Sauerstoffs, folglich wandern O2−-Ionen von der hohen Konzentration (Luft) zur niedrigen Konzentration (Abgas). Die Sauerstoffatome können als doppelt negativ geladene Ionen also durch die Membran aus Zirkonium-Keramik hindurchdiffundieren. Die zur Ionisierung der Sauerstoffatome erforderlichen Elektronen werden von den elektrisch leitfähigen Elektroden geliefert. Dadurch lässt sich zwischen den innen und außen angebrachten Platinelektroden eine elektrische Spannung abnehmen, die Sondenspannung. Diese wird über Kabel an das Motorsteuergerät weitergeleitet. Sie liegt bei λ=1 zwischen 200 und 800 mV (optimal bei etwa 450 mV), im Bereich bei λ>1 (mageres Gemisch, zu viel Luft) unter 200 mV, bei λ<1 (fettes Gemisch, zu viel Kraftstoff) über 800 mV. Die Spannung wird dabei durch die Nernst-Gleichung beschrieben. In einem sehr schmalen Übergangsbereich um λ=1, zwischen 200 und 800 mV, dem sogenannten λ-Fenster, ist die Kennlinie extrem steil und nichtlinear. Die Spannung ändert sich dort in Abhängigkeit vom Luft-Kraftstoff-Verhältnis fast sprunghaft, was einerseits eine am Arbeitspunkt exakte, andererseits jedoch keine stetige Regelung des Gasgemisches ermöglicht. Deshalb wird diese oft durch einen einfachen Zweipunktregler realisiert.
Das Funktionsprinzip entspricht dem einer Festoxidbrennstoffzelle, bei der die Spannung zur Energiegewinnung genutzt wird.

## Funktion der Widerstandssprungsonde
Wesentlich weniger häufig wird die Widerstandssprungsonde eingesetzt. Das Sensorelement besteht aus einer halbleitenden Titandioxidkeramik. Die Ladungsträger werden durch Sauerstofffehlstellen, die als Donatoren wirken, zur Verfügung gestellt. Bei umgebendem Sauerstoff werden die Fehlstellen besetzt und reduzieren die Zahl der freien Ladungsträger. Die Sauerstoffionen tragen hier nicht wesentlich zur Leitfähigkeit bei, sondern der Sauerstoff reduziert die Zahl der freien Ladungsträger. Bei hoher Sauerstoffkonzentration hat das Sensormaterial einen großen Widerstand.
Die elektrische Leitfähigkeit σ im Arbeitsbereich wird beschrieben durch eine Arrhenius-Gleichung mit einer Aktivierungsenergie EA:
{\displaystyle \sigma =A\cdot e^{-{\frac {E_{A}}{k\cdot T}}}\cdot p(O)^{-1/4}}
Das Signal wird durch einen Spannungsteiler mit einem festen Widerstand erzeugt.
Charakteristisch ist die große Verringerung des elektrischen Widerstandsbeiwertes zwischen dem schmalen Bereich vom fetten (Lambda 0,98) zum mageren Gemisch (Lambda 1,02) auf etwa 1/8 des Ursprungswertes.

## Verwendung in Motoren
Die Sonde wird bei Ottomotoren in der Regel in den Abgaskrümmer oder das Sammelrohr kurz dahinter eingeschraubt. In Fahrzeugen mit hohen gesetzlichen Anforderungen an die Abgasreinigung und die Eigendiagnose kommen mehrere Sonden zum Einsatz (siehe Monitorsonde), bei V-Motoren in der Regel eine Sonde pro Zylinderbank, bis zu einer Sonde pro Zylinder für eine selektive Zylinderregelung.

### Funktion
Das korrekte Lambdaverhältnis ist ein wichtiger Parameter zur Steuerung der Verbrennung und zur Ermöglichung der Abgasreinigung durch den Dreiwegekatalysator. Im Fahrzeugbereich hat sich die Lambdasonde aufgrund der gesetzlichen Einschränkung der Abgasemissionen zuerst in den USA und nachfolgend auch in Europa durchgesetzt.
Im klassischen Ottomotor wird dazu eine sogenannte Sprungsonde (Nernstsonde) bzw. λ=1-Sonde zur Lambdamessung verwendet. Der Name „Sprungsonde“ leitet sich dabei vom Verhalten des Sondensignals beim Übergang zwischen einem fetten Gemisch (λ<1) und einem mageren Gemisch (λ>1) ab. Das Signal der Lambdasonde macht bei diesen Übergängen einen charakteristischen Sprung.

### Aufbau
Die ersten Lambdasonden wurden als Fingersonden gebaut. Das eigentliche Sensorelement ist dabei wie ein Hütchen geformt, mit dem Abgas außen und der Referenzluft im Inneren.
Zunehmend werden die Sensoren in Planartechnik aus mehreren Schichten aufgebaut, bei denen auch die Sondenheizung, für einen schnelleren Start des geregelten Betriebes, bereits integriert ist.
Das keramische Element (z. B. aus Zirconiumdioxid, ZrO2) ist von einem sogenannten Schutzrohr umgeben. Es erleichtert, dass das Sensorelement auf der gewünschten Temperatur gehalten wird, und beugt mechanischen Schäden vor. Für den Gaszutritt ist das Schutzrohr mit Löchern versehen.

### Regelung
Die Lambdasonde vergleicht permanent den Restsauerstoffgehalt im Abgas mit dem Luftsauerstoffgehalt und leitet diesen Wert als analoges elektrisches Signal an ein Steuergerät, das zusammen mit anderen Kenngrößen daraus ein Steuersignal zur Gemischbildung erzeugt, was im Ottomotor im Allgemeinen in der Anpassung der Einspritzmenge mündet (Lambdaregelung). Bei OBD-Fahrzeugen muss die Funktion der Regel-Lambdasonde und Monitorsonde vom Steuergerät überwacht werden. Die Überwachung erfolgt sporadisch. Das Steuergerät überwacht:
1. den Spannungshub (max. 300 mV Regelsonde)
2. die Amplitude
3. die Regelfrequenz
4. Unterbrechung der Heizwicklung
5. Masseverbindung

Bei Fehlfunktion wird vom Steuergerät die MIL-Lampe (Motorkontrollleuchte) angesteuert.

### Regelung mit Lambda-Modell
Für die Motorregelung wird ein kontinuierliches Lambdasignal benötigt. Wenn in der Motorelektronik ein Luftmassensignal vorliegt kann aus diesem und der Einspritzmenge der Lambda-Wert errechnet werden. Solche Lambda-Modelle sind jedoch nur bedingt genau. Eine befriedigende Regelung ist möglich, wenn das Modell mit einer Sprungsonde kombiniert und die Drift bei jedem Sprung (λ=1) korrigiert wird.

### Defekte
Bei einer Störung oder einem Defekt der Sonde kommt es bei den Motoren zu einem extrem erhöhten Verbrauch, da das Mischungsverhältnis meist nicht mehr richtig angepasst werden kann. Zudem erhöht sich der CO2-Ausstoß.
Dieselmotoren und die so genannten mageren Ottomotoren werden nicht oder nur selten im λ-Bereich eins betrieben. Insbesondere der Dieselmotor ist ein klassisches Magerkonzept, der stets mit einem Luftüberschuss (λ>1) fährt (schwarzrauchende Dieselmotoren sind meist wartungsbedürftig, defekt oder in den Einspritzmengen manipuliert durch Chiptuning). Für die Regelung des Dieselmotors und der mageren Ottomotoren kann die λ=1-Sonde nicht verwendet werden, da ihr Signalverhalten im Fetten bzw. im Mageren (mit vertretbarem Aufwand) nicht auswertbar ist.

### Breitbandlambdasonde

Prinzip der Breitbandlambdasonde

In Benzin-Direkteinspritzern und Dieselmotoren wird eine Breitbandlambdasonde, das ist eine Variante der einfachen Lambdasonde auf Zirconiumbasis, die bereits 1994 von der Robert Bosch GmbH vorgestellt wurde, verwendet. Einfache Lambdasonden haben ihre Grenzen, wenn man z. B. die Gemischzusammensetzung im Ottomotor von fett nach mager ändert und dabei die Lambdaspannung misst, so zeigt sich, dass es bei λ = 1 einen abrupten Spannungsabfall von ca. 0,8 V auf ungefähr 0,2 V gibt. Daher eignen sich derartige Sonden nur für die Messung der Gemischzusammensetzung im Wertebereich um λ = 1 und können auch nur dort (im Lambdafenster des Sensors ≈ Bereich 0,98 und 1,02) zur genauen Dosierung der Einspritzmenge herangezogen werden. Beispielsweise bei Benzin-Direkteinspritzern reicht dieser Messbereich nicht aus, da diese in den folgenden drei Betriebsarten gefahren werden:
- Mager: λ > 1, im Teillastbereich zur Verbrauchssenkung
- Ausgewogen (stöchiometrisch): λ = 1, im Volllastbereich zur Leistungsoptimierung
- Fett: λ < 1, zur Regeneration des NOx-Katalysators

Planare Breitbandlambdasonde, schematisch

Für diese Einsatzzwecke wurde daher die Breitbandlambdasonde entwickelt. Sie ist für Lambdawerte von 0,8 und höher geeignet. Der Aufbau einer solchen Sonde ist deutlich komplexer. Sie ist in Planartechnik aus mehreren Schichten aufgebaut und hat eine integrierte Heizung (schwarz). Für das Messprinzip sind drei Teile entscheidend:
- die Pumpzelle (rosa) zwischen Abgas und Messspalt/Messgas,
- der Diffusionskanal (blau) führt durch die Pumpzelle zwischen Abgas und Messgas und
- die Nernstzelle (grün) zwischen Messgas und Referenzgas (Luft).

Der Sauerstoffgehalt des Messgases im Messspalt wird einerseits über das Abgas, das durch einen Diffusionskanal einwirkt, bestimmt und andererseits durch den Stromfluss der Pumpzelle beeinflusst. Durch den Pumpstrom wird je nach Polarität Sauerstoff von der Abgasseite der Zirkoniummembran in den Messspalt gepumpt bzw. aus diesem herausbefördert. Dabei wird der Pumpstrom durch einen äußeren Regler so geregelt, dass der Lambdawert im Messgas den Sauerstoffstrom durch den Diffusionskanal genau ausgleicht und das Messgas im Messspalt konstant bei λ = 1 hält. Ein Lambdawert von 1 ist immer dann gegeben, wenn die Spannung an der Nernstzelle 0,45 V beträgt. Der Pumpstrom pumpt bei fettem Gemisch Sauerstoffionen in das Messgas im Messspalt hinein, bei magerem Gemisch heraus. Über das Vorzeichen und die Größe dieses Stromes kann das Abgaslambda bestimmt werden. Die Regelung des Stromes erfolgt durch einen eigenen Steuerchip im Motorsteuergerät.
Breitbandlambdasonden sind auch wesentliche Bestandteile von NOx-Sonden bei Fahrzeugen mit NOx-Speicherkatalysatoren. Der Stickoxidgehalt wird dort indirekt durch den entstehenden Sauerstoff bei der katalytischen Spaltung von Stickoxiden bestimmt.

### Controller
Breitbandlambdasonden sind auch unabhängig von der Motorsteuerung erhältlich. Dabei kommt ein externer Controller (Steuerung) zum Einsatz, der die Steuerung der Sonde und die Regelung der Sondenheizung übernimmt und zudem die Werte der Sonde an ein Motorsteuergerät oder ein Anzeigeinstrument weitergibt. Je nach Hersteller sind dabei verschiedene – meist individuell programmierbare – Ausgabetypen möglich. In der Regel wird der Lambdawert in ein Spannungssignal umgewandelt, das dann vom Motorsteuergerät ausgewertet wird. Meist ist auch eine Funktion integriert, bei der vom Controller das Signal einer Sprungsonde simuliert wird. Eingesetzt werden solche Controller meist für Motorsportanwendungen und für frei programmierbare Motorsteuerungen, die keinen eigenen Controller für eine Breitbandlambdasonde integriert haben. In getunten Fahrzeugen kommen oft Controller mit zwei Ausgängen zum Einsatz. Ein Ausgang wird mit dem Motorsteuergerät verbunden und so die serienmäßige (Sprung)sonde simuliert, an den zweiten Ausgang wird eine Anzeige angeschlossen, mit welcher der Fahrer den Lambdawert ständig überprüfen kann.

### Sondenheizung
Die optimale Arbeitstemperatur liegt bei λ=1-Sonden zwischen 550 und 700 °C. Breitbandtypen werden mit 100 bis 200 °C höherer Temperatur betrieben. Da bei kaltem Motor die Temperatur aber noch weit unter 300 °C liegt, arbeitet die Sonde und damit die Regelung beim Kaltstart nicht oder nur sehr träge. Deshalb sind fast alle neueren Sonden mit einem elektrischen Heizelement ausgestattet, das die Sonde bereits kurz nach dem Kaltstart auf die erforderliche Temperatur bringt. Dadurch ist es möglich, bereits in der Warmlaufphase des Motors einen emissionsoptimierten Betrieb zu gewährleisten.

### Elektrischer Anschluss
Um Störungen und Fehlfunktionen in der empfindlichen Steuerung durch Spannungsschwankungen zu vermeiden, wird heute nicht mehr die gemeinsame Fahrzeugmasse als Minusleitung für Heizung und Sondenspannung verwendet, sondern separate Sensor-Anschlusskabel für Signal und Masse, die direkt zum elektronischen Steuergerät führen.

## Monitorsonde
Bei Motoren mit On-Board-Diagnose, also in den USA ab 1988, in der EU für Ottomotoren ab 2000, muss eine zweite Lambdasonde eingesetzt werden, um die Funktion des Katalysators zu überwachen. Die Monitorsonde befindet sich hinter dem Katalysator und ist beim Dreiwegekat eine Sprungsonde. Das Motorsteuergerät kann somit den Sauerstoffgehalt des Abgases vor und nach dem Katalysator vergleichen. Dabei werden verschiedene Messverfahren, basierend auf dem Sauerstoffspeicher oder der Konvertierung des Katalysators, verwendet.
Ein voll funktionstüchtiger Katalysator bewirkt eine starke Dämpfung und Verzögerung der Schwankungen vor dem Katalysator. Das Steuergerät erfasst diese Werte und berechnet daraus einen Gütewert des Katalysators. Unterschreitet dieser den Mindestwert, wird eine entsprechende Meldung im Fehlerspeicher abgelegt und der Fahrer wird mittels der Motorkontrollleuchte über die Fehlfunktion informiert.
Die Monitorsonde wird neben der Katalysatordiagnose auch zur Verbesserung der Genauigkeit der ersten Lambdaregelung und zur Plausibilisierung der ersten Sonde im Rahmen der On-Board-Diagnose verwendet.

## Verwendung in der Hausheiztechnik
Bei der Verwendung von Heizkesseln kann eine Lambdasonde den Sauerstoffgehalt des Abgases messen und so am Kessel ein optimales Gemisch regeln, um so ein Überangebot an kühlender Zuluft oder infolge Sauerstoffmangels entstehendes Kohlenstoffmonoxid (mit ungenutztem Restheizwert) zu verhindern, welche dem Heizungssystem Energie rauben würden. Je größer die Entfernung zwischen Flamme und Sonde gewählt wird, desto schwieriger wird die Regelung wegen der dann auftretenden Totzeit. Deshalb ist es wichtig, die Sonde möglichst nahe am Brennraum zu montieren. In der Regel werden Geräte in Europa mit einem λ > 1,3 eingestellt, um die Schadstoffemissionen aus den Normen DIN EN 15502 Heizkessel für gasförmige Brennstoffe und DIN EN 676 Gebläsebrenner für gasförmige Brennstoffe einzuhalten. Die Reduzierung der Emissionen resultiert aus der erhöhten Kühlung der Verbrennungsgase durch die zugeführte Luft (Reduzierung von thermischen Stickoxiden). Ebenfalls wird der Anteil an nicht verbrannten Kohlenwasserstoffen und Kohlenmonoxid gesenkt, da mehr Sauerstoffmoleküle im Verbrennungsgemisch vorliegen und die Wahrscheinlichkeit auf eine vollständige Reaktion von Brennstoff und Sauerstoff zu Kohlenstoffdioxid und Wasser erhöht.
Da der Spannungsanstieg in der Nähe von λ = 1 stark nichtlinear ist und zu Regelschwingungen führen kann, werden die Spannungswerte auf den zum Sollwert 1,3 passenden Spannungsbereich (bei Sonden mit Luftreferenz ca. 0,1 V) beschränkt. In der Praxis sind Holzheizungen und Gasheizungen mit Lambdasonde im Einsatz. Das Signal der Lambdasonde dient dazu, die Zufuhr von Luft über die Drehzahl des Gebläses oder die Menge der Brennstoffzufuhr zu regeln.

## Verwendung in Backöfen

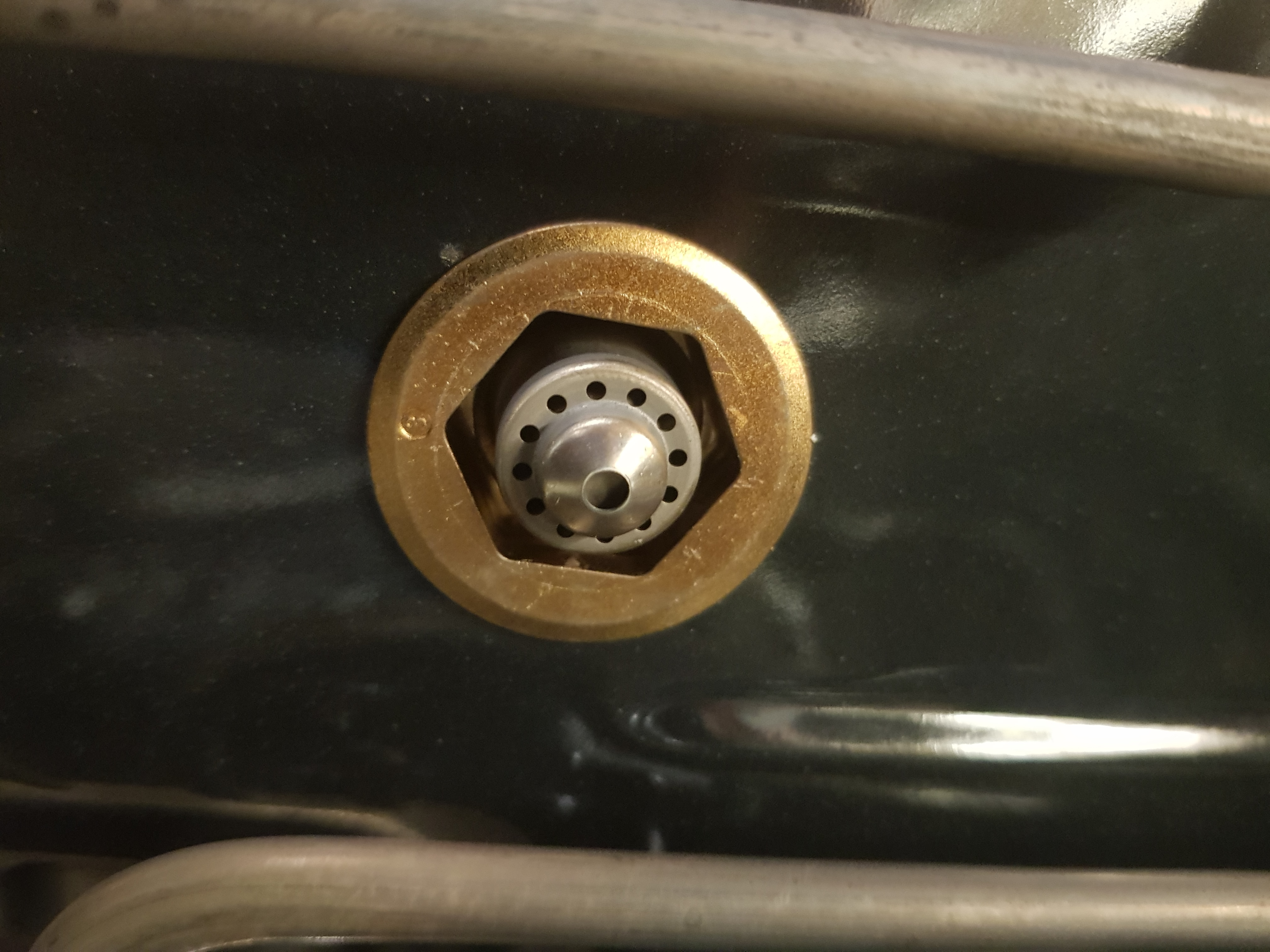
Lambdasonde eines Backofens in eingebautem Zustand

Seit dem Jahr 2014 sind Haushaltsbacköfen erhältlich, welche den Garzustand durch die Bestimmung der Feuchtigkeitsabgabe des Gargutes erkennen können. Da die Messung der Luftfeuchte mit konventioneller Sensorik aufgrund der in einem Backofen herrschenden Temperaturen nicht möglich ist, wird eine Lambdasonde auf Zirkonoxidbasis indirekt zur Messung der Luftfeuchtigkeit verwendet. Der im Garraum befindliche – durch die Lambdasonde messbare – Sauerstoffgehalt reduziert sich durch den während des Garvorgangs entstehenden Wasserdampf. Algorithmen ermöglichen durch Auswertung der Signale der Lambdasonde Rückschlüsse auf Luftfeuchtigkeit im Backofen. Der Ofen kann die Temperatur entsprechend steuern und den Zeitpunkt ermitteln, wann ein Gericht fertig ist. Durch die Technik ist es beispielsweise möglich, ohne Einstellung von Temperatur und Zeit einen Kuchen zu backen – das Gerät erkennt, wann der Backvorgang abgeschlossen ist und informiert den Benutzer darüber.
Da die Funktion einer Lambdasonde durch Silikon irreversibel beeinträchtigt werden kann, dürfen in derart ausgerüsteten Öfen keine Backformen aus Silikongummi verwendet werden. Ebenso darf die Backofentür während eines sensorgesteuerten Garvorgangs nicht geöffnet werden, da die im Garraum befindliche Atmosphäre durch die eindringende Umgebungsluft verfälscht wird.